# 人性的，太人性的
人性的，太人性的（德語： Menschliches, Allzumenschliches），副标题“一本献给自由精神的书”（"Ein Buch für freie Geister"），是十九世纪的德国哲学家尼采的书，最初出版于1878年。第二部分“见解和箴言杂录”（Vermischte Meinungen und Sprüche），出版于1879年。第三部分“漫游者和他的影子”（Der Wanderer und sein Schatten）在随后的1880年出版。
因尼采把伏尔泰仰慕为自由的思想者，同时经历了与作曲家华格纳友谊的破碎，尼采1878年的第一个版本写道“为纪念伏尔泰1778年5月30日逝世日而作”。同时在第一部分引用了笛卡尔的《谈谈方法》。尼采随后在1886年将这三部分以两卷本出版，为各个部分加入了序言，并删除了对笛卡尔的引用和对伏尔泰的致意。